# Banksinomidae
Banksinomidae é uma família de artrópodes que pertence à classe Arachnida. Possui um total de 24 espécies.